# Füzéki István
Füzéki István (Budapest, 1934 – Budapest, 1956. november 6.) az 1956-os forradalom egyetlen (ismert) mártírhalált halt könyvtárosa.

## Élete
Füzéki István zsidó értelmiségi családból származott. Édesapja mérnökként dolgozott a Dunakotró Vállalatnál, ahonnan később származása miatt elküldték. A háború kitörése után otthonukból (a Pasaréti útról) a Szív utca 26. szám alá kellett költözniük, egy másik zsidó családhoz.  1944. október 15-én öccsével, a később pszichiáterré lett Füzéki Bálinttal együtt édesapja elvitte őket a papnevelő intézetbe, ahonnan a Vörösmarty utca 34. alatt egykor található Szűz Mária Társaságához. 1944 karácsonya előtt a háború okozta életveszély miatt a pincébe kellett költözniük. Novemberben hozzájuk költözött édesanyjuk is, személyazonossága azonban nem derülhetett ki a hamis papírok miatt.
Füzéki 1952-ben érettségizett a budapesti II. Rákóczi Ferenc Gimnáziumban. Ezt követően sikeresen felvételizett a budapesti egyetem bölcsészettudományi karára, ahol 1956-ban fejezte be a könyvtáros szakot. Diplomájának megszerzését követően a Központi Statisztikai Hivatal könyvtárának munkatársa lett.

## Az 1956-os események
1956. november 4-én a szovjet csapatok megszállták Budapestet. A jogi karon az egyetemisták – köztük Füzéki István is – ellenállást tanúsítottak. A papnevelde felé a pincén át vezetett menekülő útvonal, de az oroszok felfedezték. Bár a fegyverletétel esetén szabad elbocsátást ígértek az ellenállóknak, megadásuk után összeterelték őket. Füzéki István tiltakozott emiatt. 

Az aznapi eseményekről a legrészletesebb képet az Országos Széchényi Könyvtár cikkében olvashatjuk:
„November 4-én, amikor az oroszok megszállták a várost nemzetőrként a Jogi Kar Duna-parti épületét próbálták védeni néhányan. Már aznap délelőtt szovjet páncélosok zárták körbe az egyetemet. Gyorsan világossá vált, nincs menekvés. A sors kegyetlen iróniája, hogy Füzéki István kiválóan beszélt oroszul, így a többiek őt kérték meg, közvetítse a tárgyalásokat a megadás feltételeiről. Egy darabig úgy tűnt, minden rendben lesz, hiszen a szovjetek belementek, hogy a harcosok fegyvereiket az épületben hagyva szabadon távozzanak. Valaki azért visszakérdezett, vajon mi a biztosíték, az orosz tiszt pedig visszaüzent: tiszti becsületszava. Igen, elhitték, mert ilyen volt a neveltetésük. Abban a pillanatban azonban, ahogy a srácok fegyvertelenül megjelentek az épület előtt, a szovjetek mindenkit őrizetbe vettek. A foglyokat a Széchényi téri Belügyminisztérium épületéhez kísérték, és falhoz állították őket. Az orosz százados szitkozódott és azt mondogatta, itt mindenki fasiszta. Ekkor szólalt meg Füzéki István, aki pontosan tudta, ki a fasiszta és ki nem. Annyit mondott: „Ti vagytok fasiszták! Mit kerestek a hazámban?” Ezt követően minden foglyot az épület első emeletére tereltek, de a tülekedésben Füzéki István már nem volt köztük. Vélhetően kiemelték, és máshová vitték.”

További sorsáról nem tudunk semmi biztosat. Egy változat szerint az oroszok lelőtték, ezt viszont nem támasztja alá sem írásos forrás, sem szemtanú. Horváth Tibor, aki utoljára látta, így ír megemlékezésében: 
„Amikor a nekünk szánt terem elkészült, gyorsan és erőteljesen tuszkoltak fölfelé minket »davaj, davaj, büsztro, büsztro« kiáltásokkal. Füzéki Istvánt kiemelték, a teremben már nem volt közöttünk, többé senki nem látta. A családtól tudom, hogy napokkal később személyi iratait minden kísérőszöveg nélkül bedobták levélszekrényükbe. Talán a megtorlók akarták hírül adni, hogy elpusztult. Úgy mondanám: az elsőszülött fiú sorsa beteljesedett. [...] Füzéki Istvánnak sem maradt nyoma, még egy akta sem található az akkor frissen elfoglalt munkahelyén, sem az egyetemen. Ha testvéröccse nem annyira állhatatos és áldozatkész, még emlékezni sem lehetne reá.”

## Emlékezete
Pótforradalmár volt, nyolc dioptriával.
Vállán puska – mentőkért kiáltott.
Az Egyetem téren, rozzant pisztolyával
három napig védte a Szabad Világot.
Aztán meghalt. Most a bolygók közt botorkál.
Két fényév távolság innen az a város,
melyet nem lő folyton
harminc tankhadosztály,
S hol ő is lehet segédkönyvtáros.
1957-ben született Erős László Füzéki-emlékverse. 2002-ben kis kötet idézte meg életét, s még ugyanebben az évben a nevével fémjelzett díjat alapított öccse és a Magyar Könyvtárosok Egyesülete.
Három emléktáblát avattak tiszteletére: az egyiket az Országos Széchényi Könyvtárban, a másikat iskolájában, a II. Rákóczi Ferenc Gimnáziumban 2011. november 11-én, a harmadikat az ELTE jogi karának épületének homlokzatán, a jogi könyvtár bejárónál 2003-ban.